# TT213
La tombe thébaine TT 213 est située à Deir el-Médineh, dans la nécropole thébaine, sur la rive ouest du Nil, face à Louxor en Égypte.
C'est la sépulture de Penamon, serviteur du Seigneur des Deux Terres (Pharaon) et serviteur dans la Place de Vérité durant le règne de Ramsès III. C'est le fils de Baki, qui est enterré dans la tombe TT298 et de Taysen. L'épouse de Penamon se nomme Nebetnouhet.

## Description
La tombe TT213 se compose d'une chapelle et d'une chambre funéraire.

### Chapelle
Le linteau contient des textes mentionnant Penamon et son épouse Nebetnouhet. Les offrandes invoquent Ptah, Hathor et Horus, fils d'Isis. L'encadrement de la porte et épaisseur des montants contiennent des textes mentionnant un serviteur dans la Place de Vérité nommé Ouennéfer, ainsi que les parents de Penamon, Baki et Taysen. Dans un texte, Penamon dit être le fils d'un nommé Amennakht. Penamon et son fils Amenmosé sont mentionnés dans une offre d'Amenhotep Ier et de la reine Ahmès-Néfertary.

### Chambre funéraire
Sur le chambranle de la porte d'entrée il y a une offrande que le roi donne à Horakhty-Atoum pour le serviteur dans la Place de Vérité Ouennéfer, qui est liée à Amennakht. Une autre offre du roi est donnée à Ptah-Sokar pour le serviteur dans la Place de Vérité Khaemouaset et son épouse Taoueret-Herty. Une troisième personne a été mentionnée dans le texte, mais son nom n'a pas été conservé. Un texte dans les escaliers mentionne Penamon.